# Phalanger
Phalanger é um género de marsupiais arborícolas conhecidos como cuscos. Eles pertencem à ordem Diprotodontia e são parentes dos vombates e coalas. Os cuscos são arborícolas, de movimentos lentos e herbívoros, por isso já foram considerados como os parentes mais próximos dos coalas, na realidade eles estão mais próximos dos pequenos e ágeis serelepes-marsupiais (gênero Petaurus).

## Espécies
- Phalanger alexandrae Flannery e Boeadi, 1995
- Phalanger carmelitae Thomas, 1898
- Phalanger gymnotis (Peters e Doria, 1875)
- Phalanger intercastellanus Thomas, 1895
- Phalanger lullulae Thomas, 1896
- Phalanger matabiru Flannery e Boeadi, 1995
- Phalanger matanim Flannery, 1987
- Phalanger mimicus Thomas, 1922
- Phalanger orientalis (Pallas, 1766)
- Phalanger ornatus (Gray, 1866)
- Phalanger rothschildi Thomas, 1898
- Phalanger sericeus Thomas, 1907
- Phalanger vestitus (Milne-Edwards, 1877)